# Старотештелімські Виселки
Ста́ротештелі́мські Ви́селки (рос. Старотештелимские Выселки, ерз. Сире Тяштельмя) — село у складі Єльниківського району Мордовії, Росія. Входить до складу Новодівиченського сільського поселення.
Населення — 318 осіб (2010; 177 у 2002).
Національний склад (станом на 2002 рік):
- мордва — 72 %
- росіяни — 28 %